# Serie A1 1959/60
Die Saison 1959/60 war die 26. Spielzeit der Serie A1, der höchsten italienischen Eishockeyspielklasse. Meister wurde zum insgesamt zweiten Mal in der Vereinsgeschichte der HC Diavoli Milano.

## Modus
Die vier Mannschaften absolvierten in der Hauptrunde jeweils zwölf Spiele. Der Erstplatzierte der Hauptrunde wurde Meister. Für einen Sieg erhielt jede Mannschaft zwei Punkte, bei einem Unentschieden gab es einen Punkt und bei einer Niederlage null Punkte.

## Hauptrunde (Tabelle)
|    | Klub              | Punkte |
| -- | ----------------- | ------ |
| 1. | HC Diavoli Milano | 17     |
| 2. | HC Bozen          | 16     |
| 3. | SG Cortina        | 15     |
| 4. | HC Auronzo        | 0      |

Sp = Spiele, S = Siege, U = unentschieden, N = Niederlagen, OTS = Overtime-Siege, OTN = Overtime-Niederlage, SOS = Penalty-Siege, SON = Penalty-Niederlage

## Meistermannschaft
Giancarlo Agazzi – Mario Bedogni – Vittorio Bolla – Giampiero Branduardi – Ernesto Crotti – Salvatore Guccione – Igino Fece Larese – Paolo Marchi – Gilberto Nardi – Enzo Poire – Edmondo Rabanser – Gerry Watson